# 21. ceremonia wręczenia Orłów
21. ceremonia wręczenia Orłów za rok 2018, odbyła się 25 marca 2019 roku.
Nominacje do Orłów 2019 ogłoszone zostały 6 lutego. Polskie Nagrody Filmowe zostały wręczone w 19 kategoriach. Po raz trzeci ceremonię pokazała telewizja Canal+.
Do tej edycji Orłów kandydowało 56 polskich filmów (oraz ich twórcy), które w okresie od 1 stycznia do 31 grudnia 2018 roku, były filmami kinowymi trwającymi co najmniej 70 minut oraz były wyświetlane przynajmniej przez tydzień na otwartych, płatnych pokazach.

## Selekcja

### Konkurs główny
Do konkursu głównego zakwalifikowało się 56 filmów:

- 303. Bitwa o Anglię, reż. David Blair
- 53 wojny, reż. Ewa Bukowska
- 7 uczuć, reż. Marek Koterski
- Ajka, reż. Siergiej Dworcewoj
- Atak paniki, reż. Paweł Maślona
- Autsajder, reż. Adam Sikora
- Czuwaj, reż. Robert Gliński
- Dagadana. Świat bez granic, reż. Paweł Zabel
- DJ, reż. Alek Kort
- Dobra zmiana, reż. Konrad Szołajski
- Dywizjon 303. Historia prawdziwa, reż. Denis Delić
- Eter, reż. Krzysztof Zanussi
- Fuga, reż. Agnieszka Smoczyńska
- Gotowi na wszystko. Exterminator, reż. Michał Rogalski
- Gurgacz. Kapelan Wyklętych, reż. Dariusz Walusiak
- I odpuść nam nasze długi, reż. Antonio Morabito
- Jak pies z kotem, reż. Janusz Kondratiuk
- Jeszcze dzień życia, reż. Raul de la Fuente, Damian Nenow
- Juliusz, reż. Aleksander Pietrzak
- Kamerdyner, reż. Filip Bajon
- Katyń – Ostatni świadek, reż. Piotr Szkopiak
- Kler, reż. Wojciech Smarzowski
- Kobieta sukcesu, reż. Robert Wichrowski
- Kobiety mafii, reż. Patryk Vega
- Książę i dybuk, reż. Elwira Niewiera, Piotr Rosołowski
- Kto napisze naszą historię, reż. Roberta Grossman
- Listopad, reż. Rainer Sarnet
- Miłość jest wszystkim, reż. Michał Kwieciński
- Narzeczony na niby, reż. Bartosz Prokopowicz
- Niewidzialne, reż. Paweł Sala
- Nina, reż. Olga Chajdas
- Odnajdę Cię, reż. Beata Dzianowicz
- Over the Limit, reż. Marta Prus
- Pech to nie grzech, reż. Ryszard Zatorski
- Pitbull. Ostatni pies, reż. Władysław Pasikowski
- Plan B, reż. Kinga Dębska
- Planeta singli 2, reż. Sam Akina
- Pod wiatr, reż. Timur Makarevic
- Podatek od miłości, reż. Bartłomiej Ignaciuk
- Pomiędzy słowami, reż. Urszula Antoniak
- Prawdziwa historia, reż. Roman Polański
- Proces. Federacja Rosyjska vs Oleg Sencow, reż. Askold Kurov
- Serce nie sługa, reż. Filip Zybler
- Sobibór, reż. Konstantin Chabieński
- Studniówk@, reż. Alessandro Leone
- Syn Królowej Śniegu, reż. Robert Wichrowski
- Szron, reż. Šarūnas Bartas
- Twarz, reż. Małgorzata Szumowska
- Uratowane z Potopu, reż. Marcin Jamkowski, Konstanty Kulik
- Via Carpatia, reż. Kasper Bajon, Klara Kochańska
- W cieniu drzewa, reż. Hafsteinn Gunnar Sigurasson
- Wielkie zimno, reż. Gerard Pautonnier
- Wieś pływających krów, reż. Katarzyna Trzaska
- Wieża. Jasny dzień, reż. Jagoda Szelc
- Zimna wojna, reż. Paweł Pawlikowski
- Zwierzęta, reż. Greg Zgliński

### Film dokumentalny
W kategorii Najlepszy Film Dokumentalny do nagrody pretendowały 42 produkcje:

- Arabski sekret, reż. Julia Groszek
- Atlas niepodległości, reż. Piotr Kuciński
- Call me Tony, reż. Klaudiusz Chrostowski
- Czego nie mogliśmy wykrzyczeć, reż. Ewa Żmigrodzka, Krzysztof Zwoliński
- Dagadana. Świat bez granic, reż. Paweł Zabel
- Diabelne szczęście, reż. Maciej Dancewicz
- Dobra zmiana, reż. Konrad Szołajski
- Dominum Montes. Góry Jana Pawła II, reż. Adam Kraśnicki
- Dwa światy, reż. Maciej Adamek
- Easy Rider, reż. Grzegorz Brzozowicz
- Festiwal, reż. Anna Gawlita, Tomasz Wolski
- Film dla Stasia, reż.Monika Meleń
- Gurgacz. Kapelan Wyklętych, reż. Dariusz Walusiak
- Jan bez sceny, reż. Cyprian Ziąbski, Ryszard Makowski
- Klątwa obfitości, reż. Ewa Ewart
- Książę i dybuk, reż. Elwira Niewiera, Piotr Rosołowski
- Kto napisze naszą historię, reż. Roberta Grossman
- Love Express. Przypadek Waleriana Borowczyka, reż. Jakub Mikurda
- Lwów pod okupacją, reż. Andrzej Gajewski
- Między światami, reż. Katarzyna Dąbkowska-Kułacz
- Milenium kontra Tysiąclecie, reż. Piotr Kuciński
- Mój Niemandsland, reż. Wojciech Królikowski
- Najbrzydszy samochód świata, reż. Grzegorz Szczepaniak
- Niepodległość, reż. Krzysztof Talczewski
- Opera o Polsce, reż. Piotr Stasik
- Operacja Cezary, reż. Sławomir Górski
- Over the limit, reż. Marta Prus
- Proces. Federacja Rosyjska vs. Oleg Sencow, reż. Askold Kurov
- Przerwana misja, reż. Petro Aleksowski
- Rzeczpospolita zakopiańska, reż. Piotr Jaworski
- Senator, reż. Paweł Woldan
- Sokoły wolności, reż. Robert Wachowiak
- Spragnieni księżyca, reż. Anna Cialowicz
- Stadion Śląski. W kotle czarownic, reż. Michał Muzyczuk
- Tu się żyje, reż. Kinga Dębska
- Uratowane z potopu, reż. Marcin Jamkowski, Konstanty Kulik
- W kolejce po śmierć. Czeczeni i Isis, reż. Barbara Włodarczyk
- Wieniawa, reż. Grzegorz Gajewski
- Wieś pływających krów, reż. Katarzyna Trzaska
- Wykluczeni, reż. Artur Dziurman
- Zaczęły odrastać nam skrzydła, reż. Piotr Kuciński
- Zdzisław Najder. Chciałem być lotnikiem, reż. Mieczysław B. Vogt

### Serial
W kategorii Najlepszy Filmowy Serial Fabularny zakwalifikowano 16 seriali:

- 1983, reż. Agnieszka Holland, Kasia Adamik, Olga Chajdas, Agnieszka Smoczyńska (House Media Company Sp. z o.o. dla Netflix)
- Diagnoza, sezon 2, reż. Łukasz Palkowski, Maciej Bochniak (DGA Studio dla TVN)
- Drogi wolności, reż. Maciej Migas (Telewizja Polska S.A.)
- Dziewczyny ze Lwowa, sezon 3, reż. Wojciech Adamczyk (Studio A Sp. z.o.o. dla TVP1)
- Kruk. Szepty słychać po zmroku, reż. Maciej Pieprzyca (Opus TV dla Canal +)
- Nielegalni, reż. Leszek Dawid, Jan P. Matuszyński (Telemark Sp. z.o.o. dla Canal +)
- Ojciec Mateusz, reż. Artur Żmijewski, Filip Zylber, Wojciech Nowak (ATM Grupa S.A. dla TVP1)
- Pod powierzchnią, reż. Borys Lankosz (TVN)
- Przyjaciółki, sezon 12, reż. Grzegorz Kuczeriszka (Akson Studio dla Telewizji Polsat)
- Pułapka, reż. Łukasz Palkowski (TVN)
- Rojst, reż. Jan Holoubek (Studio Filmowe „Kadr” dla Showmax)
- Ślepnąc od świateł, reż. Krzysztof Skonieczny (HBO Polska/ HBO Europe, ATM Grupa dla HBO)
- W rytmie serca, reż. Piotr Wereśniak (Artrama dla Telewizji Polsat)
- Wojenne dziewczyny, sezon 2, reż. Michał Rogalski (Akson Studio dla TVP1)
- Za marzenia, reż. Olga Chajdas, Aleksandra Terpińska, Łukasz Wiśniewski (Forma Production S.A. dla TVP2)
- Znaki, reż. Jakub Miszczak, Marcin Ziębiński, Monika Filipowicz (ATM dla AXN/Sony Pictures Television)

## Laureaci i nominowani

### Najlepszy Film
- Zimna wojna, reż. Paweł Pawlikowski
  - Kamerdyner, reż. Filip Bajon
  - Kler, reż. Wojciech Smarzowski

### Najlepsza Główna Rola Męska
- Jacek Braciak – Kler
  - Janusz Gajos – Kamerdyner
  - Tomasz Kot – Zimna wojna

### Najlepsza Główna Rola Kobieca
- Joanna Kulig – Zimna wojna
  - Gabriela Muskała – Fuga
  - Anna Radwan – Kamerdyner

### Najlepsza Reżyseria
- Paweł Pawlikowski – Zimna wojna
  - Janusz Kondratiuk – Jak pies z kotem
  - Wojciech Smarzowski – Kler

### Najlepszy Scenariusz
- Paweł Pawlikowski i Janusz Głowacki – Zimna wojna
  - Marek Koterski – 7 uczuć
  - Wojciech Smarzowski i Wojciech Rzehak – Kler

### Najlepsza Drugoplanowa Rola Męska
- Janusz Gajos – Kler
  - Borys Szyc – Zimna wojna
  - Adam Woronowicz – Kamerdyner

### Najlepsza Drugoplanowa Rola Kobieca
- Aleksandra Konieczna – Jak pies z kotem
  - Gabriela Muskała – 7 uczuć
  - Agata Kulesza – Zimna wojna

### Najlepsze Zdjęcia
- Łukasz Żal – Zimna wojna
  - Jolanta Dylewska – Ajka
  - Jakub Kijowski – Fuga

### Najlepsza Scenografia
- Zbigniew Dalecki i Paweł Jastrzębski – Kamerdyner
  - Katarzyna Sobańska i Marcel Sławiński – Zimna wojna
  - Joanna Macha – Eter

### Najlepsza Muzyka
- Mikołaj Trzaska – Kler
  - Filip Mišek – Fuga
  - Alexandre Desplat – Prawdziwa historia

### Najlepsze Kostiumy
- Małgorzata Braszka, Ewa Krauze, Małgorzata Gwiazdecka i Izabela Stronias – Kamerdyner
  - Justyna Stolarz – 7 uczuć
  - Aleksandra Staszko – Zimna wojna

### Najlepszy Montaż
- Jarosław Kamiński – Zimna wojna
  - Ewa Smal – 7 uczuć
  - Jarosław Kamiński – Fuga
  - Milenia Fiedler – Kamerdyner
  - Andrzej Dąbrowski – Książę i dybuk
  - Maciej Pawliński – Over the limit
  - Bartosz Karczyński – Plan B

### Najlepszy Dźwięk
- Maciej Pawłowski i Mirosław Makowski – Zimna wojna
  - Bartosz Putkiewicz – Dywizjon 303. Historia prawdziwa
  - Mirosław Makowski, Piotr Pastuszak, Kacper Habisiak i Marcin Kasiński – Kamerdyner

### Najlepszy Dokument
- „Książę i dybuk”, reż. Elwira Niewiera, Piotr Rosołowski
  - „Over the limit”, reż. Marta Prus
  - „Opera o Polsce”, reż. Piotr Stasik

### Najlepszy Film Europejski
- Trzy billboardy za Ebbing, Missouri, reż. Martin McDonagh •  Wielka Brytania
  - Dogman, reż Matteo Garrone •  Włochy
  - Niemiłość, reż. Andriej Zwiagincew •  Rosja

### Najlepszy Filmowy Serial Fabularny
- Ślepnąc od świateł, reż. Krzysztof Skonieczny
  - 1983, reż. Agnieszka Holland, Kasia Adamik, Olga Chajdas, Agnieszka Smoczyńska
  - Rojst, reż. Jan Holoubek

### Odkrycie Roku
- Gabriela Muskała za najlepszy scenariusz filmu Fuga
  - Paweł Maślona za najlepszą reżyserię filmu Atak paniki
  - Jagoda Szelc za najlepszą reżyserię filmu Wieża. Jasny dzień

### Nagroda Publiczności
- Kler, reż. Wojciech Smarzowski
  - Kamerdyner, reż. Filip Bajon
  - Zimna wojna, reż. Paweł Pawlikowski

### Osiągnięcia życia
- Krzysztof Zanussi (nagroda przyznana 7 marca 2019)

## Podsumowanie liczby nominacji
Produkcje z największą liczbą nominacji (powyżej dwóch):
- 12 – Zimna wojna
- 8 – Kamerdyner
- 6 – Kler
- 5 – Fuga
- 4 – 7 uczuć

## Podsumowanie liczby nagród
(Ograniczenie do dwóch nagród)
- 7 – Zimna wojna
- 4 – Kler
- 2 – Kamerdyner